# 浜名湖オルゴールミュージアム

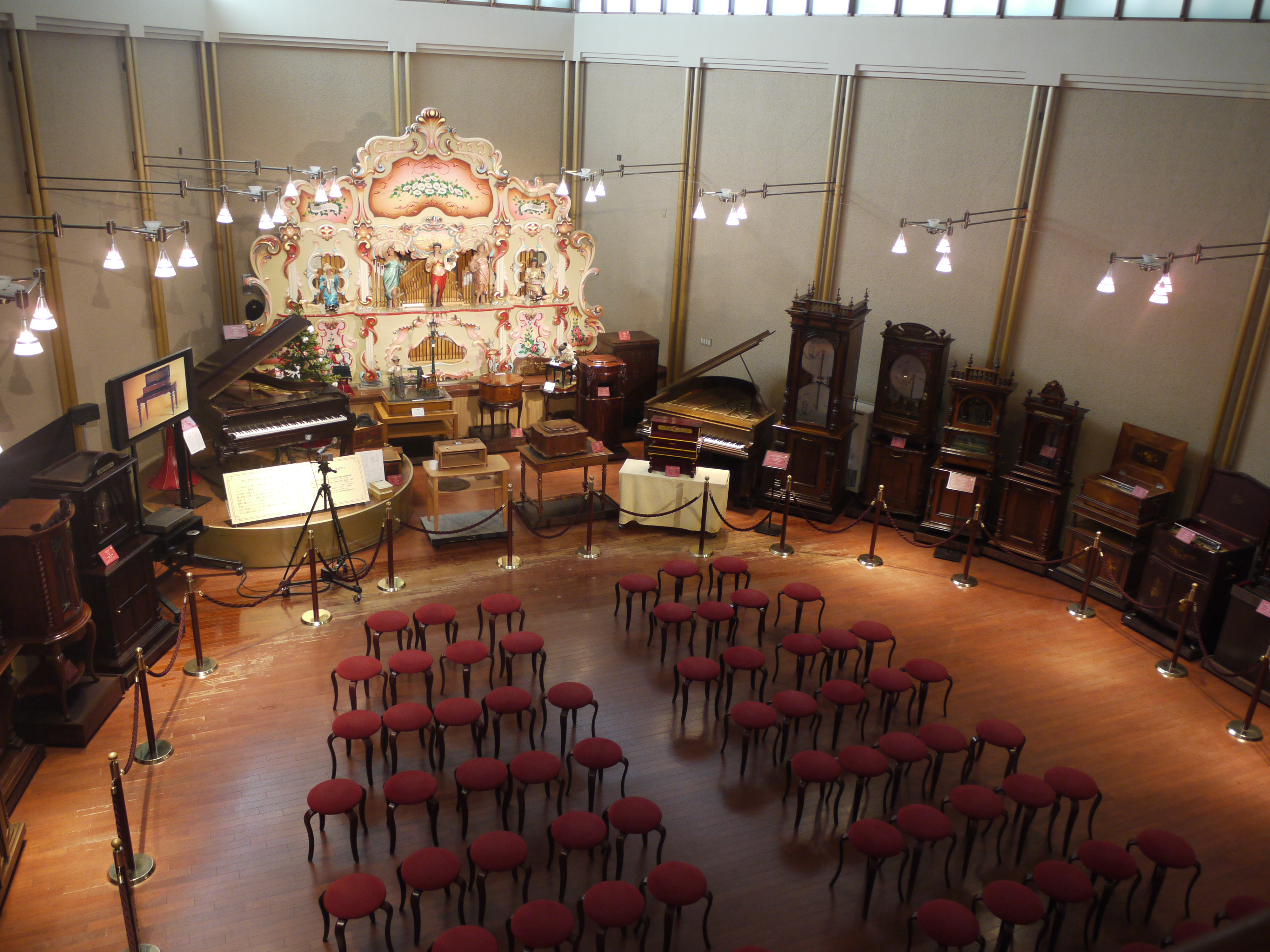
館内の様子（2011年12月）

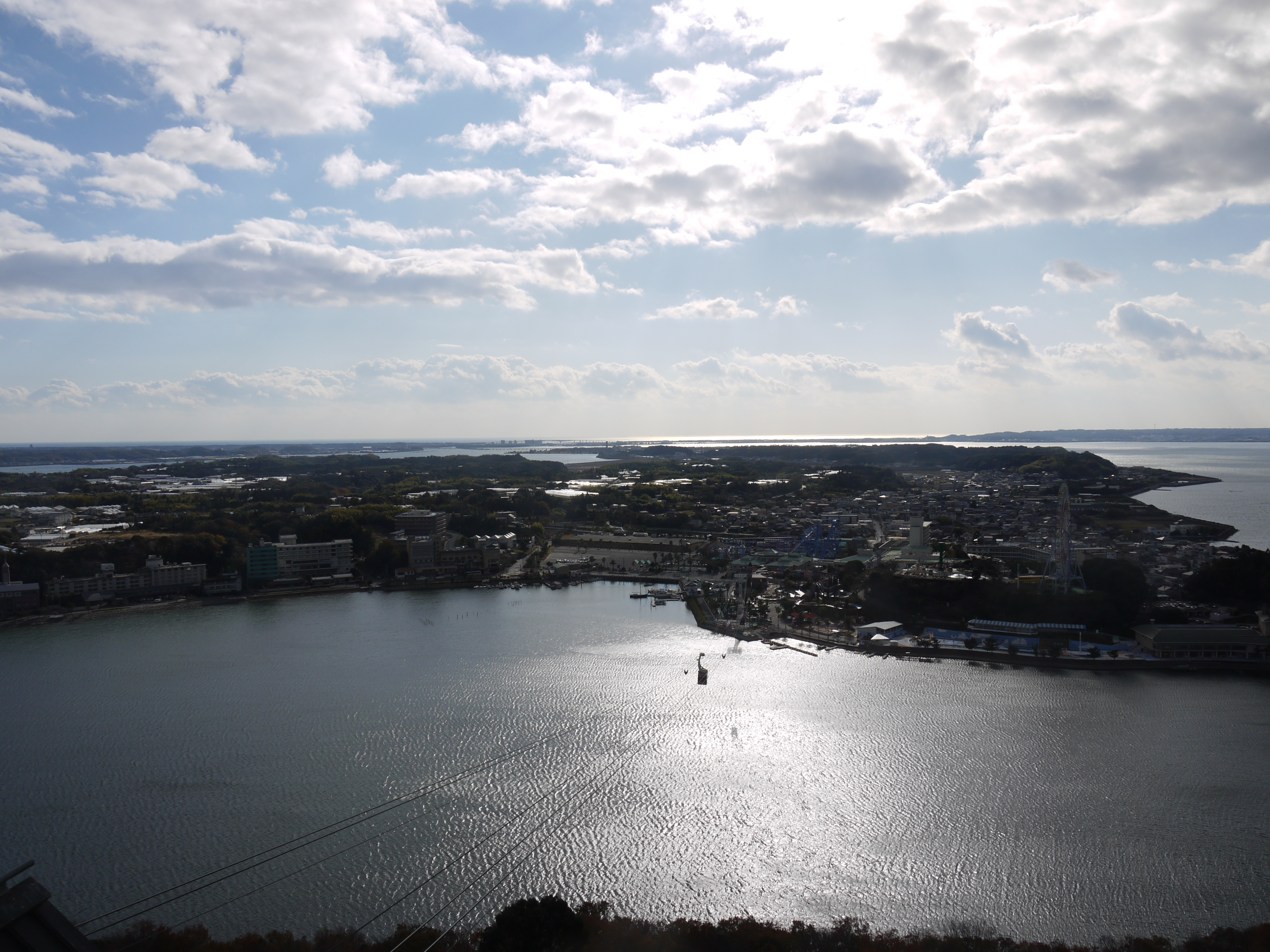
屋上にある大草山展望台からの眺望（2011年12月）

浜名湖オルゴールミュージアム（はまなこオルゴールミュージアム）は、静岡県浜松市中央区にあるオルゴール専門の博物館。

## 概要
1999年（平成11年）7月に開館。ディスクオルゴール、アンティークオルゴール、自動演奏楽器など70点のコレクションがある。毎時20分から50分までの30分間は演奏楽器による演奏を行っている。建物は5階建てで1階はかんざんじロープウェイ 大草山駅に直結、屋上は大草山展望台と名付けられた展望スペースになっている。
運営主体は遠鉄観光開発であり、浜名湖の入江対岸にある浜名湖パルパルとかんざんじロープウェイで結ばれ、一体化したレジャー施設となっている。

## 交通アクセス
所在地代表住所は舘山寺町であるが、施設そのものは呉松町に立地している。
- かんざんじロープウェイでかんざんじ駅より約4分（大草山駅直結）。

## 近在の観光地
- 浜名湖
- 浜名湖パルパル
- 舘山寺温泉

## キャラクター
浜名湖オルゴールミュージアムのキャラクターには、シリンダーくん、ディスクちゃんがいる。